# Marianowo (gmina Ślesin)
Marianowo – wieś w Polsce położona w województwie wielkopolskim, w powiecie konińskim, w gminie Ślesin.
| SIMC    | Nazwa     | Rodzaj    |
| ------- | --------- | --------- |
| 0297046 | Szyszynek | część wsi |

W latach 1975–1998 miejscowość należała administracyjnie do województwa konińskiego.